# Segadães
Segadães é uma povoação portuguesa que foi sede da Freguesia de Segadães do Município de Águeda, freguesia que tinha 5,56 km² de área e 1 169 habitantes (2011), donde uma densidade populacional de 210,3 hab./km². 
A Freguesia de Segadães foi extinta (agregada), em 2013, no âmbito de uma reforma administrativa nacional, tendo sido agregada às freguesias de Trofa e Lamas do Vouga, para formar uma nova freguesia denominada União das Freguesias de Trofa, Segadães e Lamas do Vouga.

## História
Foi vila e sede de concelho entre 1516 e 1836. Era constituído pelas freguesias de Eirol e Segadães. Tinha, em 1801, 703 habitantes. Aquando da extinção, a freguesia de Segadães passou para o concelho de Vouga e a de Eirol para o concelho de Eixo.

## Geografia
Localizada a oeste do município, Segadães tinha como vizinhos as freguesias de Trofa a nordeste e Travassô a sul e o município de Albergaria-a-Velha a norte. É banhada pelo rio Vouga, que serve de fronteira com Albergaria-a-Velha.

## População
| População da freguesia de Segadães | População da freguesia de Segadães | População da freguesia de Segadães | População da freguesia de Segadães | População da freguesia de Segadães | População da freguesia de Segadães | População da freguesia de Segadães | População da freguesia de Segadães | População da freguesia de Segadães | População da freguesia de Segadães | População da freguesia de Segadães | População da freguesia de Segadães | População da freguesia de Segadães | População da freguesia de Segadães | População da freguesia de Segadães |
| ---------------------------------- | ---------------------------------- | ---------------------------------- | ---------------------------------- | ---------------------------------- | ---------------------------------- | ---------------------------------- | ---------------------------------- | ---------------------------------- | ---------------------------------- | ---------------------------------- | ---------------------------------- | ---------------------------------- | ---------------------------------- | ---------------------------------- |
| 1864                               | 1878                               | 1890                               | 1900                               | 1911                               | 1920                               | 1930                               | 1940                               | 1950                               | 1960                               | 1970                               | 1981                               | 1991                               | 2001                               | 2011                               |
| 417                                | 429                                | 428                                | 447                                | 458                                | 445                                | 468                                | 510                                | 553                                | 701                                | 911                                | 715                                | 907                                | 1.205                              | 1.169                              |

| Distribuição da População por Grupos Etários | Distribuição da População por Grupos Etários | Distribuição da População por Grupos Etários | Distribuição da População por Grupos Etários | Distribuição da População por Grupos Etários | Distribuição da População por Grupos Etários | Distribuição da População por Grupos Etários | Distribuição da População por Grupos Etários | Distribuição da População por Grupos Etários | Distribuição da População por Grupos Etários |
| -------------------------------------------- | -------------------------------------------- | -------------------------------------------- | -------------------------------------------- | -------------------------------------------- | -------------------------------------------- | -------------------------------------------- | -------------------------------------------- | -------------------------------------------- | -------------------------------------------- |
| Ano                                          | 0-14 Anos                                    | 15-24 Anos                                   | 25-64 Anos                                   | < 65 Anos                                    |                                              | 0-14 Anos                                    | 015-24 Anos                                  | 25-64 Anos                                   | < 65 Anos                                    |
| 2001                                         | 209                                          | 196                                          | 656                                          | 144                                          |                                              | 17,3%                                        | 16,3%                                        | 54,4%                                        | 12,0%                                        |
| 2011                                         | 187                                          | 137                                          | 676                                          | 169                                          |                                              | 16,0%                                        | 11,7%                                        | 57,8%                                        | 14,5%                                        |

Média do País no censo de 2001:   0/14 Anos-16,0%;  15/24 Anos-14,3%;  25/64 Anos-53,4%;  65 e mais Anos-16,4%
Média do País no censo de 2011:    0/14 Anos-14,9%;  15/24 Anos-10,9%;  25/64 Anos-55,2%;  65 e mais Anos-19,0%
(Fonte: INE)

## Património
- Capela de Nossa Senhora dos Febres
- Cruzeiros de Segadães e da Palhaça

## Lugares
- Segadães
- Carvalhais
- Fontinha
- Aldeia
- Barrosinha
- Vale